# 艾维尔沟铁路支线
艾维尔沟铁路支线位于乌鲁木齐市达坂城区艾维尔沟街道办的南山矿区。自南疆铁路鱼儿沟站出岔，经支农站、丰收站到达红岭站，正线全长42.149公里。为开发艾维尔沟煤矿和红岭石灰石矿资源而建，是南疆铁路的第一条支线。

## 线路
设养路工区、信号工区、列检所、水电工区、建筑工区。
设计行车速度40km/h。年运量180万吨。

## 历史
由铁路和地方共同投资修建。1992年5月1日开通，属于新疆水泥厂。1998年1月1日，移交给南疆铁路临管处。1999年货运量为125万吨，其中煤3.5万吨，石灰石120万吨。
2012年3月17日，满载20节车厢石灰的试运行专列缓缓驶出红岭车站，这标志着新疆天业集团荒废十多年的红岭铁路专用线恢复使用。